# دهستان کوهساران
کوهساران، دهستانی است از توابع بخش مرکزی شهرستان قائم‌شهر در استان مازندران ایران. شامل ۸ روستا، که روستاهای ساروکلا-میانرود-کوتنا-کرچنگ-ریکنده-سیف کتی - پرچینک و سیدابوصالح را شامل می‌شود

## جمعیت
براساس سرشماری سال ۱۳۸۵ جمعیت آن ۵۴۸۶ نفر (۱۶۲۵ خانوار) بوده‌است.